# BMW M3
BMW M3 je verzija visokih performansi serije 3, koju je razvila BMW-ova divizija za motosport, BMW M GmbH. Modeli M3 izvedeni su iz odgovarajućih generacija BMW serije 3.
Početni model bio je dostupan u coupé stilu karoserije. Ponekad je M3 također dostupan kao limuzina s četvorim vratima i kabriolet. Zbog modela coupé i kabrioleta koji više nisu dio serije 3 serije iz 2015., [1] [2] F82 / F83 coupe i kabriolet modeli sada se nazivaju M4 temeljeni na novo uvedenoj seriji 4. Ime M3 ostaje u uporabi samo za verziju limuzine.
Nadogradnje u odnosu na standardne automobile serije 3 uključuju snažnije i brže motore, poboljšane sustave upravljanja / suspenzije / kočenja, aerodinamična poboljšanja karoserije, lagane komponente i unutrašnje / vanjske akcente s trobojnim znakom "M" (Motorsport).

## E30 M3
Baziran na modelu serije E30 iz 1986. godine, M3 je bio dostupan samo u kupeu i kabrioletima. [7]
E30 M3 koristio je BMW S14 inline-4 motor. Prva iteracija motora proizvela je 143 kW; 192 KS (195 KS) s katalizatorom i 147 kW; 197 KS (200 PS) bez katalizatora. U rujnu 1989. povećana je snaga na 158 kW; 212 KS (215 KS) s katalizatorom. [8]
Sportski model "Evolution" (također nazvan "EVO2") koji je uveden 1988. proizveo je 162 kW; 217 KS (220 PS). [8] Ostale promjene uključivale su veće kotače (16 x 7,5 inča), tanje stražnje staklo i staklo bočnog prozora, lakši prtljažnik, dublji prednji razdjelnik i dodatni stražnji spojler.
Snažniji i lakši "Sport Evolution" model (koji se ponekad naziva "EVO3") s ograničenom proizvodnjom od 600 jedinica povećao je radni obujam motora na 2,467 ccm (2,5 L), što je proizvelo 235 KS; 175 kW (238 KS) pri 7000 okr / min i 240 Nm (177 lbfft) okretnog momenta pri 4750 o / min. Sport Evolution modeli imaju povećane otvore na prednjem odbojniku i podesivi višeslojni prednji razdjelnik i stražnje krilo. Na mjestu prednjih svjetala za maglu postavljeni su kanali za hlađenje kočnica. Proizvedeno je i dodatnih 786 kabrioleta.

### M3 Pickup (1986.)
Pikap M3 je konceptno vozilo izrađeno od kabrioleta serije 3 koji će se koristiti kao transporter dijelova tvrtke. Ugrađeno je uže tijelo od masovno proizvedenog kolektora i 2,0-litarskog motora iz standardne serije E30. Međutim, motor je kasnije zamijenjen 2,3-litarskim S14 motorom koji se koristio u izlaznom M3.
Koristio se kao transporter oko 26 godina prije nego što je službeno umirovljen 2012. godine. [10] [11]

### Promjene u odnosu na standardne 3 serije
Tijelo
E30 M3 se razlikovao od ostatka serije E30 na mnogo načina. M3, iako koristi istu osnovnu jedinicu kao i standard E30, opremljen je s 12 različitih i jedinstvenih panela karoserije u svrhu poboljšanja aerodinamičnosti, kao i "lukovima na kotačima" sprijeda i straga kako bi se prilagodili šira staza s većim i većim kotačima i gumama. Jedini vanjski paneli karoserije standardne serije 3 i M3 dijelili su poklopac motora, krovni panel, krovni otvor i panele vrata.
Suspenzija
Model E30 M3 razlikovao se od standardnog E30 tako što je imao vijak kotača od 5x120. E30 M3 povećao je kut kotača kroz velike promjene prednjeg ovjesa. M3 je imao specifične čvrste gumene čahure. Koristio je aluminijske kontrolne ruke, a cijevi prednjeg opružnog stupa su zamijenjene sličnim dizajnom (vijci na kraljevskim nosačima i viličari montirani na amortizeru) na seriju E28 5. Ostale komponente iz serije 5 uključivale su ležajeve prednjih kotača i razmak između vijaka kočione čeljusti. Stražnji ovjes je sličan standardnim modelima E30.
Kočnice
E30 M3 je imao posebne prednje i stražnje kočione čeljusti i rotore zajedno s posebnim glavnim cilindrom kočnice.
Pogonski sklop
E30 M3 je imao jedan od dva 5-stupanjska ručna mjenjača Getrag 265. Američki modeli dobili su prijenos s užurbanošću, dok su europski modeli opremljeni dogleg verzijom, pri čemu je prvi stupanj prijenosa spušten, a na lijevoj strani, a peta brzina je omjer 1: 1. Ugrađeni stražnji diferencijali uključivali su 4,10: 1 omjer završnog pogona za američke modele. Europske verzije su opremljene s omjerom 3,15: 1. Sve su verzije bile diferencijali ograničenog klizanja tipa spojke s 25% blokade.

### Upotrijebite u verzijama Motorsport i Homologation
Za razliku od kasnijih M3 iteracija, BMW E30 M3 je vodio BMW, kao i druge trkaće momčadi, uključujući Prodrive i AC Schnitzer u mnogim oblicima moto sporta, uključujući rallye i cestovne utrke. Potonje je uključivalo kampanje na Svjetskom prvenstvu u turnirima, Deutsche Tourenwagen Meisterschaft, British Touring Car Championship, talijansko prvenstvo u turnirima automobila, francusko prvenstvo u Touring Car i Australsko prvenstvo u turnirima. Proizvodnja cestovnog auta E30 bila je homologacija M3 za utrke automobila iz grupe A Touring. Bilo je to natjecanje s raznim modelima, uključujući i "2.3-16V" varijantu Mercedes-Benz W201 190E koja je predstavljena 1983. U kompletnoj utrci, prirodno usisni 2.3 L S14 motor je proizveo oko 224 kW; 304 PS (300 KS). [12] Uvođenjem motora za evoluciju od 2,5 L u utrke 1990., snaga se povećala na oko 283 kW; 385 KS (380 KS). [13]
Kako bi se automobil održao konkurentnim u utrkama nakon godišnjih promjena pravila homologacije, proizvedene su specijalne homologacije. Pravila homologacije (moto sporta) grubo tvrde da verzija utrke mora odražavati aerodinamično ulični automobil i radni obujam motora. Među njima su Evo 1, Evo 2 i Sport Evolution, od kojih su neki imali manju težinu, poboljšanu aerodinamiku, visoki prednji kotači (Sport Evolution; dodatno olakšali 18-inčni (460 mm) kotači u DTM-u), veći kočni kanali i više snage. Ostali modeli s ograničenom produkcijom (temeljeni na evolucijskim modelima, ali s posebnim bojama i / ili jedinstvenim interijernim programima koji obilježavaju pobjede u prvenstvu) uključuju Europa, Ravaglia, Cecotto i Europameister.
M3 je također vidio servis kao reli auto, s Prodrive-pripremljenim primjerima koji su se natjecali u nekoliko nacionalnih prvenstava i odabranih rundi Svjetskog reli prvenstva između 1987. i 1989. godine. brzina mjenjača i proizvedeno 295 KS (220 kW). M3 nije bio vrlo konkurentan automobilima s pogonom na sva četiri kotača na slobodnim površinama, ali vrlo učinkovit automobil na asfaltu. Njegov najznačajniji uspjeh bila je pobjeda na Tour de Corse 1987. godine, koju je vozio Bernard Beguin.

### Značajna priznanja
Godine 2004. Sports Car International proglasio je automobil E30 M3 broj šest na listi Top Sports Cars 1980-ih.
U 2007, Automobile Magazine uključen E30 M3 u svojim "5 najvećih vozača automobila svih vremena" pod 25 Greatest Automobili svih vremena.

### Izvođenje
(2,3 L-16v I4) - 143 kW; 192 KS (195 KS) - 0–62 mph: 6.9 s. Najveća brzina: 235 km / h (146 mph) [14]
(2.3 L-16v I4) bez katalizatora - 158 kW; 212 KS (215 KS) - 0–62 mph: 6.7 s. Najveća brzina: 240 km / h (149 mph) [14]
(2,5 L-16v I4) - 175 kW; 235 KS (238 KS) - 0–60 mph: 6.1 s. Najveća brzina: 249 km / h (155 mph) [14]

### Podaci o proizvodnji
Proizvodnja originalnog E30 M3 okončana je početkom 1992., a ukupno je proizvedeno 16 202 vozila.
| Model                                                                                      | Snaga (kW)                                          | Coupe | Kabriolet         |
| ------------------------------------------------------------------------------------------ | --------------------------------------------------- | ----- | ----------------- |
| Euro model                                                                                 | 143,5 kW (195 KS; 192 KS) / 147 kW (200 PS; 197 KS) | 8,661 |                   |
| US model                                                                                   | 143,5 kW (195 KS; 192 KS)                           | 4,996 |                   |
| Evo 1                                                                                      | 147 kW (200 KS; 197 KS)                             | 505   |                   |
| Europa kasni model                                                                         | 158 kW (215 KS; 212 KS)                             | 1,519 |                   |
| Evo 2                                                                                      | 162 kW (220 KS; 217 KS)                             | 500   |                   |
| Kabriolet                                                                                  | 143,5 kW (195 KS; 192 KS) / 158 kW (215 KS; 212 KS) |       | 786               |
| Sportska evolucija                                                                         | 175 kW (238 KS; 235 KS)                             | 600   |                   |
| Sport Evolution Cabrio                                                                     | 175 kW (238 KS; 235 KS)                             |       | 1                 |
| Europameister (sve je potpisao Roberto Ravaglia)                                           | 143,5 kW (195 KS; 192 KS)                           | 148   |                   |
| Cecotto - 25 kao posebno izdanje Ravaglia - 50 kao Cecotto Švicarska (prigušeno na 155 kW) | 158 kW (215 KS; 212 KS)                             | 505   |                   |
| Total                                                                                      |                                                     |       | =16202 automobila |

### Značajne pobjede u auto utrkama

#### Prvenstvo
- Svjetsko prvenstvo u automobilima; 1 naslov (1987)

- Europsko prvenstvo u turnirima; 2 naslova (1987. i 1988.)

- British Touring Car Championship; 2 naslova (1988. i 1991.)

- Italia Superturismo Championship; 4 naslova (1987., 1989., 1990. i 1991.)

- Deutsche Tourenwagen Meisterschaft; 2 naslova (1987. i 1989.)

- Prvenstvo Australskih turnih automobila; 1 naslov (1987)

- Australsko prvenstvo u turnom automobilu od 2,0 litre; 1 naslov (1993.)

- Australsko prvenstvo proizvođača; 2 naslova (1987. i 1988. - oba dijeljena)

- AMSCAR serija; 2 naslova (1987, 1991)

- Irsko prvenstvo u reliju s asfaltom; 1 naslov (1990)

#### Trke
- Guia utrka; 5 pobjeda (1987, 1988, 1991, 1992 i 1993)

- Wellington 500; 5 pobjeda (1988–1992)

- 24 sata Nürburgring; 5 pobjeda (1989–1992. I 1994.)

- Spa 24 sata; 4 pobjede (1987, 1988, 1990 i 1992)

- Pukekohe 500; 2 pobjede (1987, 1992)

- Oran Park 250; 2 pobjede (1987, 1988)

- Turistički trofej RAC-a; 1 pobjeda (1987)

- Willhire 24 sata; 4 pobjede (1990,1991,1992,1993)

## Druga generacija
Nakon uspjeha s prvom generacijom, 1992. godine je došla druga generacija s novim izgledom, platformom, motorom i mjenjačima. Osim toga ovaj M3 se prodavao uz coupe i kabriolet, u limuzinskoj inačici. Prve verzije su bile pokretane rednim 6 motorom obujma 3 litre snage 286 ks a kasnije je nadograđen na 3,2 litre i 321 ks. Od mjenjača u ponudi je bio ručni i automatski s 5 stupnjeva a kasnije, ručni s 6 stupnjeva te BMW-ov prvi SMG mjenjač s 6 stupnjeva prijenosa. Ovaj M3 je također imao razne inačice i razlikovao se u Sjevernoj Americi i ostatku svjeta.

### Detaljne specifikacije

#### BMW M3 E36
| Model |
| --- |
| Coupe izvedba Kotači Dimenzije prednjih guma 235/40 ZR 17 Dimenzije stražnjih guma 235/40 ZR 17 Dimenzije prednjih kotača 7,5 J x 17 legura aluminija Dimenzije stražnjih lotača 7,5 J x 17 legura aluminija Motor/Mjenjač Cilindri/ventili 6/4 Obujam u ccm 2990 - 3201 Hod/promjer u mm 86/85,8 - 86,4/91 Najveća snaga u kW pri 1/min 210 - 236 (286 - 321)/7000 - 7400 Najveći okretni moment u Nm pri 1/min 320/3600 - 350/3250 Mjenjač ZF Type C Ručni 5 stupnjeva (samo 3,0 motor) / Getrag 6 stupnjeva ručni / Getrag SMGI 6 stupnjeva sekvencijalni s jednim kvačilom Masa u kg Masa neopterećenog vozila EU 1460-1535 Najveća dopuštena masa ? Dopušteno opterećenje ? Performanse Vuča (cw) 0,32 Najveća brzina (km/h) 250 Ubrzanje 0 - 100 km/h (s) 7,0 - 6,9 Ubrzanje 80 - 120 km/h u 4./5. brzini (s) ? Potrošnja goriva Gradska (l/100 km) 19 Izvan gradska (l/100 km) 10,9 Kombinirana (l/100 km) 14,9br /> Emisija CO2 (g/km) ? Obujam spremnika goriva l (otprilike) 65 |

## Treća generacija
2001. godine je predstavljena 3. generacija, opet na potpuno novoj platformi i s novim motorom. Premda ima jednak obujam ovaj motor je nov i razvija 343 ks. Dostupan je s ručnim i SMGII sekvencijalnim mjenjačom, oba imaju 6 stupnjeva prijenosa. Ovaj M3 se nije proizvodio kao limuzina. U Sjevernoj Americi M3 je imao 333 ks.

### Detaljne specifikacije

#### BMW M3 E46
| Model |
| --- |
| Coupe izvedba Kotači Dimenzije prednjih guma 245/45 ZR 18 Dimenzije stražnjih guma 255/40 ZR 18 Dimenzije prednjih kotača 8 J x 18 legura aluminija Dimenzije stražnjih lotača 9 J x 18 legura aluminija Motor/Mjenjač Cilindri/ventili 6/4 Obujam u ccm 3246 Hod/promjer u mm 87/91 Najveća snaga u kW pri 1/min 252 (343)/7900 Najveći okretni moment u Nm pri 1/min 365/4900 Mjenjač Getrag Type D Ručni 6 stupnjeva / Getrag SMGII 6 stupnjeva sekvencijalni s jednim kvačilom Masa u kg Masa neopterećenog vozila EU 1570 Najveća dopuštena masa 2000 Dopušteno opterećenje 505 Dopušteno opterećenje prednje i stražnje osovine 970/1140 Performanse Vuča (cw) 0,32 Najveća brzina (km/h) 250 Ubrzanje 0 - 100 km/h (s) 5,2 Ubrzanje 80 - 120 km/h u 4./5. brzini (s) 5,3/6,9 Potrošnja goriva Gradska (l/100 km) 17,8 Izvan gradska (l/100 km) 8,4 Kombinirana (l/100 km) 11,9 Emisija CO2 (g/km) 287 Obujam spremnika goriva l (otprilike) 63     |
| Kabriolet izvedba Kotači Dimenzije prednjih guma 245/45 ZR 18 Dimenzije stražnjih guma 255/40 ZR 18 Dimenzije prednjih kotača 8 J x 18 legura aluminija Dimenzije stražnjih lotača 9 J x 18 legura aluminija Motor/Mjenjač Cilindri/ventili 6/4 Obujam u ccm 3246 Hod/promjer u mm 87/91 Najveća snaga u kW pri 1/min 252 (343)/7900 Najveći okretni moment u Nm pri 1/min 365/4900 Mjenjač Getrag Type D Ručni 6 stupnjeva / Getrag SMGII 6 stupnjeva sekvencijalni s jednim kvačilom Masa u kg Masa neopterećenog vozila EU 1730 Najveća dopuštena masa 2090 Dopušteno opterećenje 435 Dopušteno opterećenje prednje i stražnje osovine 990/1140 Performanse Vuča (cw) 0,35 Najveća brzina (km/h) 250 Ubrzanje 0 - 100 km/h (s) 5,5 Ubrzanje 80 - 120 km/h u 4./5. brzini (s) 5,9/7,7 Potrošnja goriva Gradska (l/100 km) 17,9 Izvan gradska (l/100 km) 8,8 Kombinirana (l/100 km) 12,1 Emisija CO2 (g/km) 292 Obujam spremnika goriva l (otprilike) 63 |

BMW M3 CSL
Najpoznatija inačica E46 modela je CSL verzija, olakšana je za 110 kg u odnosu na običnu (težina običnog M3 je prema BMW-ovim mjerenjima 68 kg vozač, 7 kg prtljaga i 1495 kg prazan auto = 1570kg), nema klimu ni radio ali ima karbonski krov. Također je korištena olakšana plastika a pod gepeka je napravljen od kartona. CSL je imao i drugačiji prednji spojler i felge. Također 3,2 L motor je nadograđen i razvija 360 ks. CSL je proizveden u 1400 primjeraka i dostupan je samo sa SMGII mjenjačem. Brži je do 100 km/h od običnog M3 za 0,4 sekunde. (M3-5,3 / M3 CSL-4,9). Bio je dostupan u dvije metalik boje, Silver Grey Metallic and Black Sapphire Metallic.
M3 CSL specifikacije
Kotači

Dimenzije prednjih guma	        235/35 ZR 19

Dimenzije stražnjih guma	265/30 ZR 19

Dimenzije prednjih kotača	8,5 J x 19 legura aluminija

Dimenzije stražnjih lotača	9,5 J x 19 legura aluminija

Motor/Mjenjač

Cilindri/ventili	6/4

Obujam u ccm	3,246

Hod/promjer u mm	87/91

Najveća snaga u kW pri 1/min	265 (360)/7900

Najveći okretni moment u Nm pri 1/min	370/4900

Mjenjač 	Getrag SMGII 6 stupnjeva sekvencijalni s jednim kvačilom

Masa u kg

Masa neopterećenog vozila EU	1385

Najveća dopuštena masa	?

Dopušteno opterećenje	?

Dopušteno opterećenje prednje i stražnje osovine	?

Performanse

Vuča (cw)	?

Najveća brzina (km/h)	250

Ubrzanje 0 - 100 km/h (s)	4,9

Ubrzanje 80 - 120 km/h u 4./5. brzini (s)	

Potrošnja goriva

Gradska (l/100 km)	?

Izvan gradska (l/100 km)	?

Kombinirana (l/100 km)	?

Emisija CO2 (g/km)	?

Obujam spremnika goriva l (otprilike)	63

## Četvrta generacija
Trenutna generacija je poput prošlih predstavljena na novoj platformi s novim motorem. Motor više nije redni 6 već V8 napravljen iz V10 S85 motora iz M5 E60 modela. Ovaj V8 ima 420 ks i 400 Nm a crvena linija je na 8400 okretaja. Ubrzanje do 100 km/h je 4,8 sekundi za coupe. Poput obične serije 3 i M3 ima posebno izrađenu platformu ovisno o inačici karoserije. Coupe je E92
, limuzina E90
 a kabriolet je E93.
 Uz ručni mjenjač s 6 stupnjeva prijenosa M3 ima i novi M-DCT mjenjač s dva kvačila i 7 brzina. S njim ubrzanje do 100 km/h je 4,6 sekundi. I ovaj M3 ima inačice, M3 GTS je zamjena za CSL model, GTS je automobil namijenjan za stazu ali se može normalno koristiti u vožnji cestom, V8 ima 4,4 L i 450 ks a mjenjač je M-DCT.

### Detaljne specifikacije

#### BMW M3 E90/92/93
| Model |
| --- |
| Coupe izvedba Kotači Dimenzije prednjih guma 245/40 ZR 18 Dimenzije stražnjih guma 265/40 ZR 18 Dimenzije prednjih kotača 8,5 J x 18 legura aluminija Dimenzije stražnjih lotača 9,5 J x 18 legura aluminija Motor/Mjenjač Cilindri/ventili 8/4 Obujam u ccm 3.999 Hod/promjer u mm 75,2/92,0 Najveća snaga u kW pri 1/min 309 (420)/8300 Najveći okretni moment u Nm pri 1/min 400/3900 Odnos snage i mase (EU) u kg/KS 3,8 (3,8) Mjenjač Ručni 6 stupnjeva / Getrag M-DTC 7 stupnjeva sekvencijalni s dva kvačila Masa u kg Masa neopterećenog vozila EU 1655 [1675] Najveća dopuštena masa 2080 Dopušteno opterećenje 500 [480] Dopušteno opterećenje prednje i stražnje osovine 1020/1120 Performanse Vuča (cw) 0,31 Najveća brzina (km/h) 250 Ubrzanje 0 - 100 km/h (s) 4,8 [4,6] Ubrzanje 0 - 1,000 m (s) 23,3 Ubrzanje 80 - 120 km/h u 4./5. brzini (s) 4,9 [4,2] Potrošnja goriva Gradska (l/100 km) 17,9 (17,0) Izvan gradska (l/100 km) 9,2 (9,0) Kombinirana (l/100 km) 12,4 (11,9) Emisija CO2 (g/km) 295 (285) Obujam spremnika goriva l (otprilike) 63 |
| Limuzinska izvedba Kotači Dimenzije prednjih guma 245/40 ZR 18 Dimenzije stražnjih guma 265/40 ZR 18 Dimenzije prednjih kotača 8,5 J x 18 legura aluminija Dimenzije stražnjih lotača 9,5 J x 18 legura aluminija Motor Cilindri/ventili 8/4 Obujam u ccm 3999 Hod/promjer u mm 75,2/92,0 Najveća snaga u kW pri 1/min 309 (420)/8300 Najveći okretni moment u Nm pri 1/min 400/3900 Odnos snage i mase (EU) u kg/KS 4,0 Mjenjač Ručni 6 stupnjeva / Getrag M-DTC 7 stupnjeva sekvencijalni s dva kvačila Masa u kg Masa neopterećenog vozila EU 1680 [1700] Najveća dopuštena masa 2150 Dopušteno opterećenje 545 [525] Dopušteno opterećenje prednje i stražnje osovine 1020/1190 Performanse Vuča (cw) -/- Najveća brzina (km/h) 250 Ubrzanje 0 - 100 km/h (s) 4,9 [4,7] Ubrzanje 0 - 1,000 m (s) -/- Ubrzanje 80 - 120 km/h u 4./5. brzini (s) 5,1 [4,4] Potrošnja goriva Gradska (l/100 km) 17,9 Izvan gradska (l/100 km) 9,2 Kombinirana (l/100 km) 12,4 Emisija CO2 (g/km) 295 Obujam spremnika goriva l (otprilike) 63                                       |
| Kabriolet izvedba Kotači Dimenzije prednjih guma 245/40 ZR 18 Dimenzije stražnjih guma 265/40 ZR 18 Dimenzije prednjih kotača 8,5 J x 18 legura aluminija Dimenzije stražnjih lotača 9,5 J x 18 legura aluminija Motor Cilindri/ventili 8/4 Obujam u ccm 3999 Hod/promjer u mm 75,2/92,0 Najveća snaga u kW pri 1/min 309 (420)/8300 Najveći okretni moment u Nm pri 1/min 400/3900 Odnos snage i mase (EU) ukg/KS 4,49 (4,54) Masa u kg Masa neopterećenog vozila EU 1885 [1905] Najveća dopuštena masa 2280 Dopušteno opterećenje 470 [450] Dopušteno opterećenje prednje i stražnje osovine 1060/1270 Performanse Vuča (cw) 0,32 Najveća brzina (km/h) 250 Ubrzanje 0 - 100 km/h (s) 5,3 [5,1] Ubrzanje 0 - 1,000 m (s) 24,2 Ubrzanje 80 - 120 km/h u 4./5. brzini (s) 5,7 [5,0] Potrošnja goriva Gradska (l/100 km) 18,7 (17,3) Izvan gradska (l/100 km) 9,6 (9,4) Kombinirana (l/100 km) 12,9 (12,3) Emisija CO2 (g/km) 309 (293) Obujam spremnika goriva l (otprilike) 63                                                                                      |

BMW M3 GTS
BMW M3 GTS je limitirana inačica E92 M3 modela. Napravljen je u 150 primjeraka. Pokreće ga V8 4,4 L motor snage 450 ks. Poput CSL E46 M3 modela i ovaj je dostupan samo sa sekvencijalnim mjenjačem, M-DCT koji se koristi i u standardnim M3 modelima. Za razliku od M3 E46 CSL modela ovaj GTS je namijenjen isključivo vožnji na stazi, nema klimu, radio, stražnja sjedala a za sigurnost je dodan mini kavez iza sjedala. Maksimalna brzina je 305 km/h a 100 km/h stiže za 4,4 sekunde. Težak je 1605 kg odnosno 50 kg manje od standardnog M3.
M3 GTS specifikacije
Kotači

Dimenzije prednjih guma	        255/35 ZR 19

Dimenzije stražnjih guma	285/30 ZR 19

Dimenzije prednjih kotača	9 J x 19 legura aluminija

Dimenzije stražnjih lotača	10 J x 19 legura aluminija

Motor/Mjenjač

Cilindri/ventili	8/4

Obujam u ccm	4361

Hod/promjer u mm	82/92

Najveća snaga u kW pri 1/min	331 (450)/8300

Najveći okretni moment u Nm pri 1/min	440/3750

Mjenjač 	Getrag M-DCT 7 stupnjeva sekvencijalni s dva kvačila

Masa u kg

Masa neopterećenog vozila EU	1605

Najveća dopuštena masa	1880

Dopušteno opterećenje	350

Dopušteno opterećenje prednje i stražnje osovine	950/980

Performanse

Vuča (cw)	?

Najveća brzina (km/h)	305

Ubrzanje 0 - 100 km/h (s)	4,4

Ubrzanje 80 - 120 km/h u 4./5. brzini (s)	/

Potrošnja goriva

Gradska (l/100 km)	18,4

Izvan gradska (l/100 km)	9,3

Kombinirana (l/100 km)	   12,7

Emisija CO2 (g/km)	295

Obujam spremnika goriva l (otprilike)	63

## Peta generacija
Novi M3 će biti prvi pokretan turbo motorima. Više službenih informacija za sada nema no trebao bi imati novi twin-turbo redni 6 motor i oko 450 ks i ručni mjenjač s 6 brzina.
Proizvedeno je 34.677 komada.